# Urdaneta (Guipúzcoa)
Urdaneta es una entidad de población española del municipio de Aya, perteneciente a la provincia de Guipúzcoa, en la comunidad autónoma del País Vasco.

## Historia
Hacia 1860, el lugar, un barrio ya por entonces perteneciente a Aya, tenía contabilizada una población de 120 habitantes. Aparece descrito en el Diccionario histórico-geográfico-descriptivo de los pueblos, valles, partidos, alcaldías y uniones de Guipúzcoa de Pablo de Gorosábel con las siguientes palabras:

El barrio de Urdaneta está situado como á tres cuartos de legua entre la poblacion de Aya y la villa de Cestona. Se compone de catorce casas con 120 habitantes, una ferrería, un molino harinero y una iglesia parroquia que es de la advocacion de San Martin, y se halla servida por un rector de presentacion del conde de Villafuertes, su actual patrono. Los propietarios de las casas de este barrio han tenido varios pleitos con el concejo de la tierra. Todos ellos versaron sobre la inteligencia y cumplimientos de la escritura de concordia del año de 1564, de que se ha hecho anteriormente mencion; y así se pasa á dar una idea de su orígen y resultado, con arreglo á los documentos que he leido. El primero que ocurrió tuvo principio en el año de 1565 á luego del fallecimiento de San Juan Perez de Idiaquez, que intervino en el otorgamiento de aquella. Redujóse á que el hijo y sucesor de este en el mayorazgo de Alzolarás reclamó judicialmente la declaracion de nulidad de la mencionada concordia. El corregidor de la provincia, ante quien se puso este pleito, declaró no tener efecto la concordia para con el demandante; cuya sentencia fué confirmada en vista y revista de la real chancillería de Valladolid, y libró la real carta ejecutoria en 30 de diciembre de 1595. El segundo pleito se suscitó en el año de 1628 con motivo de un repartimiento hecho por el concejo de Aya para el pago de la foguera provincial. Tambien se declaró exento de esta contribucion al barrio, en virtud de sentencia pronunciada por el corregidor en 28 de setiembre de 1629; y aunque la universidad apeló de ella, no consta que hubiese mejorado la apelacion. El tercer litigio versó sobre el pago de cuatro ducados anuales de alcabala del fierro que se labraba en las herrerías de Alzolarás. Este negocio tuvo principio en el año de 1675, y se terminó en el de 1681 con la declaracion de no estar los dueños de dichas herrerías obligados al pago del indicado tributo; de que se libró real ejecutoria en 31 de octubre del mismo año. El cuarto ocurrió sobre la sisa establecida por la universidad con facultad real para la dotacion del médico y maestro de escuela, y tambien sobre los derechos de visita de pesas y medidas, á cuyo pago se excusó la dueña de Urdaneta. Tuvo principio en el año de 1740 por demanda puesta por esta con la solicitud de que el ayuntamiento le restituyese dichas sisas y derechos de visita; en cuyo pleito se trató tambien de la cuestion de si este barrio pertenecía ó no á la jurisdiccion de Aya. El corregidor declaró por libres de los expresados impuestos y derechos á los inquilinos de Urdaneta; pero la real chancillería de Valladolid por sentencia de vista de 15 de junio de 1745, confirmada por la de revista de 17 de marzo de 1747, revocó este fallo, absolviendo al concejo de Aya de la demanda. Consiguientemente quedó ejecutoriado de esta dicho litigio. Desde entonces los dueños de Urdaneta se han considerado con iguales obligaciones que los demás vecinos de la universidad en materia de contribuciones, de cualquiera clase que sean.
(Gorosábel, 1862, pp. 75-76)

En 2023, la entidad singular de población tenía empadronados 82 habitantes.